# Melicytus micranthus
Melicytus micranthus (Hook.f.) Hook.f. – gatunek roślin z rodziny fiołkowatych (Violaceae). Występuje endemicznie w Nowej Zelandii. 

## Morfologia
PokrójZimozielony krzew dorastający do 2 m wysokości.
LiścieBlaszka liściowa  jest nieco skórzasta i ma owalny, eliptycznie podługowaty lub odwrotnie jajowato podługowaty kształt. Mierzy 1–2,5 cm długości oraz 1–2 cm szerokości, jest falista lub piłkowana na brzegu, ma tępą nasadę i tępy wierzchołek. Ogonek liściowy jest owłosiony i ma 3–5 mm długości.
KwiatyPojedyncze lub zebrane po 2–3 w pęczkach, wyrastają z kątów pędów. Mają działki kielicha o owalnym kształcie. Płatki są podługowate.
OwoceJagody mierzące 3-4 mm średnicy, o niemal kulistym kształcie i czarnopurpurowej barwie.

## Biologia i ekologia
Rośnie w lasach. 